# Гігроморфізм
Помилка Lua у Модуль:Message_box у рядку 159: attempt to index a nil value.
Гігроморфізм (від грец. hygros — вологий і грец. morpha — форма, вид) — особливості будови рослин, що живуть у вологих місцях (гігрофіти), з підвищеною вологістю повітря. Такі рослини не відчувають нестачі у воді.[недоступне посилання] Тому для них характерні пристосування, спрямовані на посилення транспірації (клітини епідерми тонкостінні, покриті тонкою кутикулою, великі міжклітинні порожнини, а також розпорошені тонкостінні волоски, що збільшують площу поверхні для випаровування води, це забезпечує інтенсивне пересування поживних речовин розчинів по рослині вгору. Окрім цього гігрофіти позбуваються води за рахунок процесу гутації через спеціальні пристосування — гідатоди.